# Club Esportiu Castelló
El Club Esportiu Castelló (el nom oficial és Club Deportivo Castellón SAD des de 1991) és un club de futbol de la ciutat de Castelló de la Plana (la Plana Alta, País Valencià) fundat el 1922. Els seus seguidors són coneguts popularment com a orelluts i el seu principal crit per animar a l'equip és Pam, pam, orellut. Juga com a local a l'Estadi Nou Castàlia.
El club ha disputat onze temporades en la Primera divisió, a més d'haver estat finalista de la Copa del Generalíssim en 1973. Altres dels principals mèrits són el campionat de la Copa de la Lliga de Segona divisió la temporada 1983/84 o els dos Campionats Regionals Valencians de 1928/29 i 1929/30. Més recentment va aconseguir el rècord d'imbatibilitat a la Segona divisió B en la temporada 2002/03. Actualment juga a la Segona Divisió espanyola.

## Història
El futbol va aparèixer a la ciutat de Castelló cap al 1911 amb clubs com el Regional, Ribalta, Obelisco, Gimnástico, Cultura i Deportivo. El Club Esportiu Castelló es fundà el 20 de juliol de 1922 per la fusió dels clubs CD Cervantes (dels republicans) amb part del CD Castàlia (dels senyorets). L'any 1933 uns incidents al seu estadi del Sequiol va obligar el club a canviar el nom pel de Sport Club La Plana. Aquesta denominació durà fins al 1939 en què recuperà el seu antic nom, en unir-s'hi diversos clubs: Athletic Castelló, Penya Deportiva Ribalta, Ràcing Club, Cruz Roja de Castelló i l'equip militar Recuperación de Levante.
L'any 1941 va ascendir per primer cop a la Primera divisió espanyola de futbol. Durant els anys 40 el club inaugurà l'antic estadi de Castàlia, en substitució de l'antic Sequiol. El 1973 va perdre la final de la Copa del Rei davant l'Athletic Club de Bilbao per 2 a 0. Jugaven a aquell equip homes com Joan Planelles, Vicente del Bosque o Manolo Clares. El 7 de juny de 1987 inaugurà el seu estadi Nou Castàlia. El 29 d'agost de 1991 es convertí en Societat Anònima Esportiva (S.A.D.). La temporada 2005 - 06, després de diversos anys a la Segona B, el club retornà a Segona Divisió A. Després de 5 anys a Segona, el club va descendir a la temporada 2009-10 a la Segona Divisió B, els problemes econòmics a la temporada 2010-11, va acabar amb un descens administratiu a la Tercera Divisió. A la 2011-12, els problemes econòmics van tornar al Castelló, en una temporada molt moguda per l'àmbit institucional i esportiu. El club, que ara està competint a la Tercera Divisió, ha celebrat el seu 90 aniversari, i molt de temps després, la tranquil·litat, s'ha instal·lat al club de la Plana després de l'arribada de David Cruz i Manolo García.

## Símbols

### Uniforme
- Uniforme titular: Samarreta albinegra a franges verticals, pantaló blanc, mitges blanques.
- Segon uniforme: Samarreta amb la senyera, pantaló verd i mitges verdes.

### Himne
L'himne del CE Castelló és conegut popularment com el Pam Pam Orellut. Els inicis de l'himne es remunten als anys 40, l'època més gloriosa del club a Primera divisió. Eduardo Bosh va compondre la música i Vicente Andrés va escriure la lletra. El 1972 va tornar-se a gravar sota la direcció del mestre José Gargori. La Banda de la Creu Roja interpretà la música i cantaren la Murga Típica Fadrell Camp, amb Miquel Soler i Barberà com a solista.

## Estadi

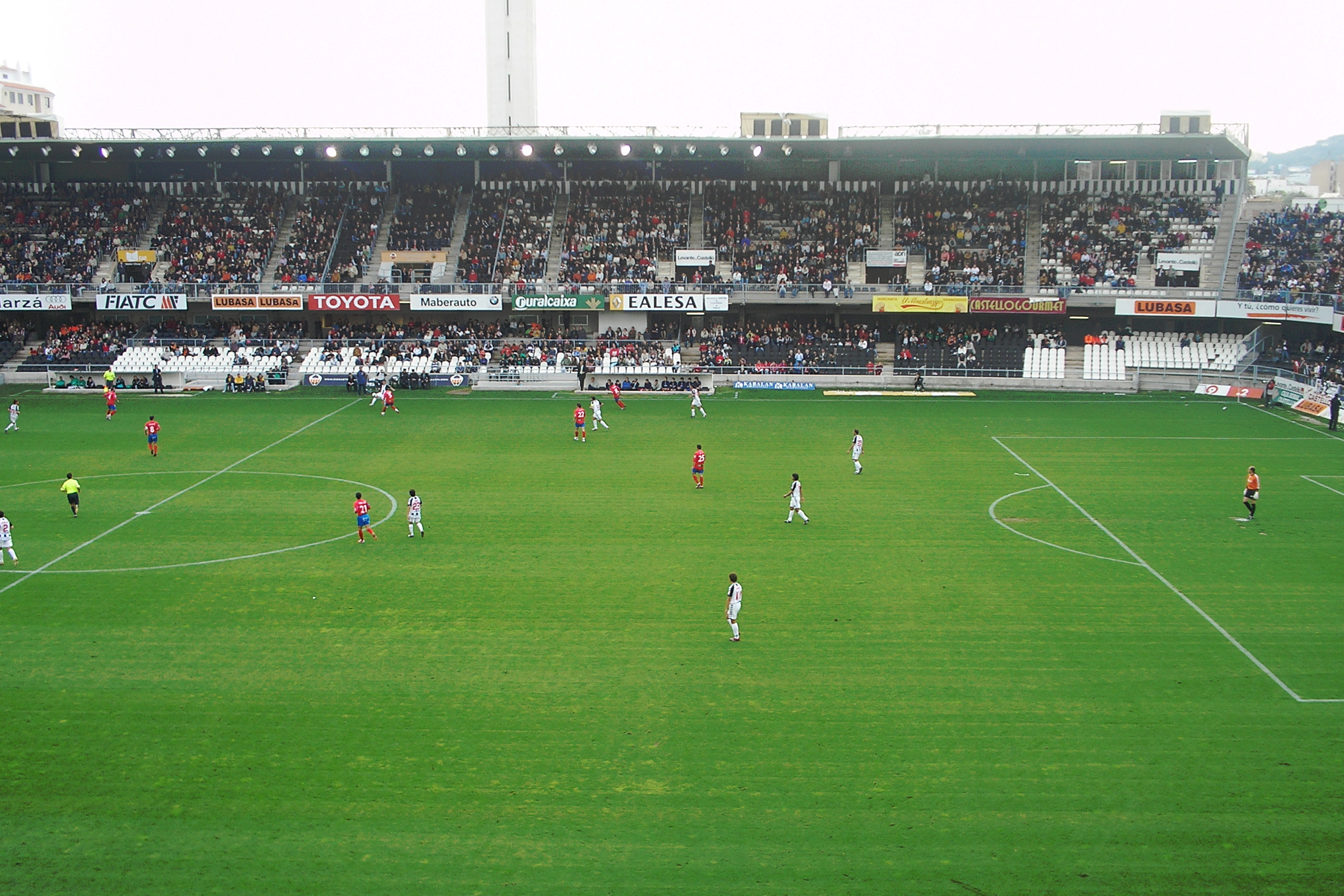
Vista de l'Estadi Nou Castàlia durant un partit entre el CE Castelló i el CD Numància.

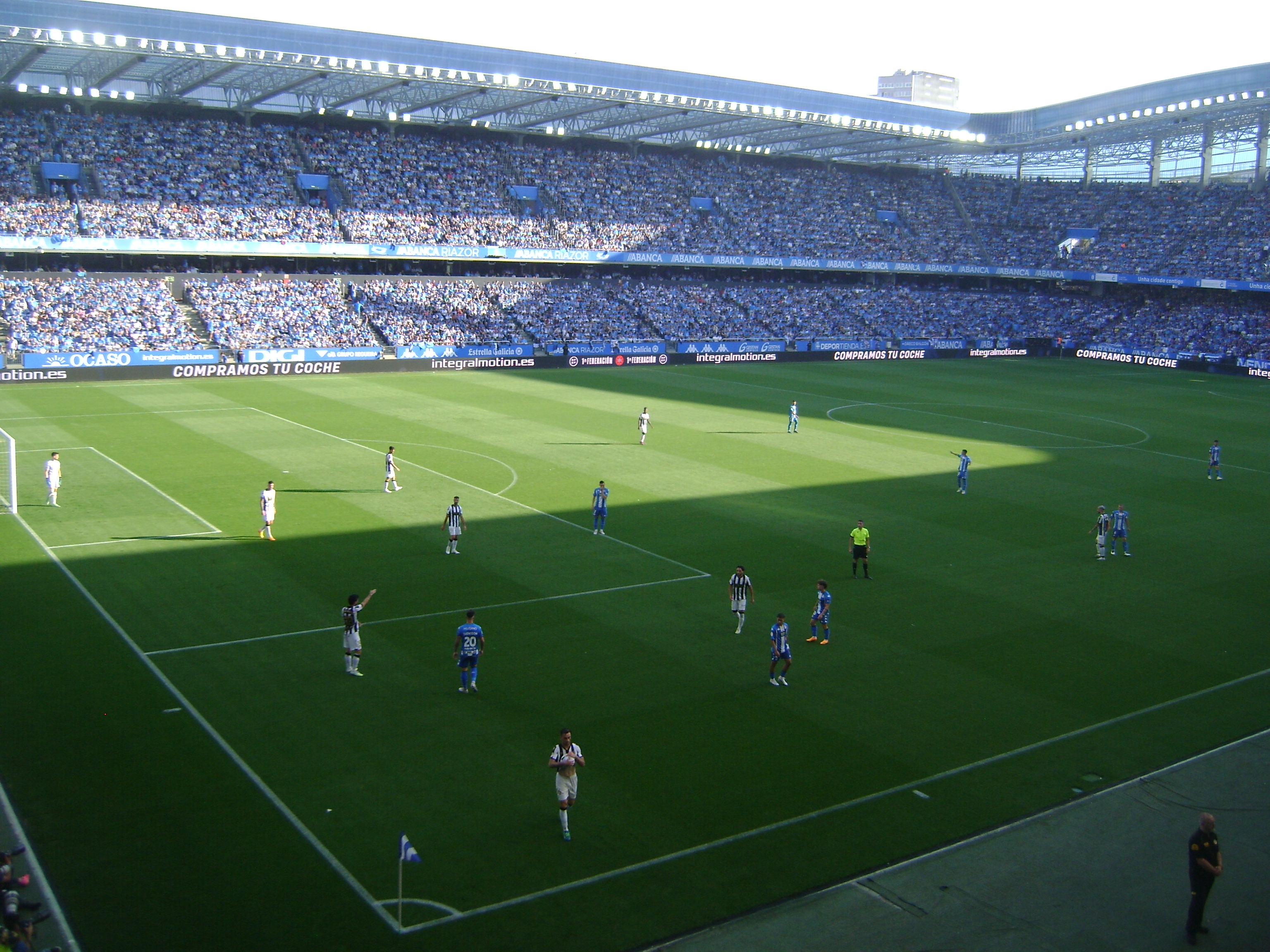
Deportivo de La Coruña vs. Castelló.

El CE Castelló juga els partits com a local al Nou Estadi Municipal de Castàlia. Les seues dimensions són de 102 metres de llargària per 70 metres d'amplària.
Fou inaugurat el 1987, amb una capacitat llavors d'uns 15.000 espectadors. Amb motiu de l'ascens a Primera divisió de la temporada 1988-89 es va ampliar fins als 18.000. El 1996, per tal d'eliminar gairebé totes les localitats de peu, va reduir-se a uns 14.000. L'aspecte actual de l'estadi és fruit de la modificació del 2005, l'any del darrer ascens a Segona divisió. Es va enfonsar el terreny de joc per tal d'arribar als 16.000 espectadors de capacitat.

## Palmarès
- 2 campionats regionals valencians: 1928/29 i 1929/30
- 1 Copa de la lliga de Segona divisió: 1983/84
- 2 campionats de Segona divisió: 1980/81 i 1988/89.
- 1 campionat de Segona Divisió B Grup III el 2002/03
- 6 campionats de Tercera Divisió (1929/30, 1952/53, 1963/64, 1964/65, 1965/66 i 1968/69)

### Altres mèrits
- 1 subcampionat de Copa del Rei: 1972/73
- 4 ascensos de Segona divisió a Primera: 1940/41, 1971/72, 1980/81 i 1988/89.
- 6 ascensos de Tercera a Segona divisió: 1929/30, 1933/34, 1952/53, 1959/60, 1965/66 i 1968/69.
- 1 ascens de Segona B a Segona A: 2004/05.

Al 1939 es va reaparèixer el CE Castelló i va ascendir a Segona divisió per remodelació de la competició, per la qual cosa no es produí un ascens esportiu.

### Premis individuals
- 2 Pitxitxi de Segona divisió: Cioffi (1974/75) i Pedro Alcañiz (1985/86)
- 1 Zamora de Segona divisió: Carlos Sánchez (2007/08)

## Jugadors

### Plantilla 2025-26
A 16 agost 2025
| N. | Pos. | Nac. | Jugador                                         |
| -- | ---- | --- | ----------------------------------------------- |
| 1  | POR  | [[Fitxer:Flag of Iran.svg\|23x15px\|border \|alt=Iran\|link=Selecció de futbol de l'Iran\|{{#if:\|]]                            | Amir Abedzadeh                                  |
| 2  | MIG  | [[Fitxer:Flag of France (1794–1815, 1830–1974).svg\|23x15px\|border \|alt=França\|link=Selecció de futbol de França\|{{#if:\|]] | Albert Lottin                                   |
| 3  | DEF  | [[Fitxer:Flag of Italy.svg\|23x15px\|border \|alt=Itàlia\|link=Selecció de futbol d'Itàlia\|{{#if:\|]]                          | Fabrizio Brignani                               |
| 4  | DEF  | [[Fitxer:Flag of Argentina.svg\|23x15px\|border \|alt=Argentina\|link=Selecció de futbol de l'Argentina\|{{#if:\|]]             | Agustín Sienra                                  |
| 5  | DEF  | [[Fitxer:Flag of Spain.svg\|23x15px\|border \|alt=Espanya\|link=Selecció de futbol d'Espanya\|{{#if:\|]]                        | Alberto Jiménez                                 |
| 6  | MIG  | [[Fitxer:Flag of France (1794–1815, 1830–1974).svg\|23x15px\|border \|alt=França\|link=Selecció de futbol de França\|{{#if:\|]] | Marc-Olivier Doué                               |
| 7  | DAV  | [[Fitxer:Flag of Australia (converted).svg\|23x15px\|border \|alt=Austràlia\|link=Selecció de futbol d'Austràlia\|{{#if:\|]]    | Awer Mabil                                      |
| 8  | MIG  | [[Fitxer:Flag of Spain.svg\|23x15px\|border \|alt=Espanya\|link=Selecció de futbol d'Espanya\|{{#if:\|]]                        | Diego Barri                                     |
| 9  | DAV  | [[Fitxer:Flag of Guinea.svg\|23x15px\|border \|alt=Guinea\|link=Selecció de futbol de Guinea\|{{#if:\|]]                        | Ousmane Camara                                  |
| 10 | MIG  | [[Fitxer:Flag of Spain.svg\|23x15px\|border \|alt=Espanya\|link=Selecció de futbol d'Espanya\|{{#if:\|]]                        | Israel Suero                                    |
| 11 | DAV  | [[Fitxer:Flag of Brazil.svg\|23x15px\|border \|alt=Brasil\|link=Selecció de futbol del Brasil\|{{#if:\|]]                       | Douglas Aurélio                                 |
| 12 | DEF  | [[Fitxer:Flag of Spain.svg\|23x15px\|border \|alt=Espanya\|link=Selecció de futbol d'Espanya\|{{#if:\|]]                        | Lucas Alcázar                                   |
| 13 | POR  | [[Fitxer:Flag of Belgium (civil).svg\|23x15px\|border \|alt=Bèlgica\|link=Selecció de futbol de Bèlgica\|{{#if:\|]]             | Romain Matthys                                  |
| 14 | DEF  | [[Fitxer:Flag of Spain.svg\|23x15px\|border \|alt=Espanya\|link=Selecció de futbol d'Espanya\|{{#if:\|]]                        | Óscar Gil                                       |
| 15 | MIG  | [[Fitxer:Flag of Spain.svg\|23x15px\|border \|alt=Espanya\|link=Selecció de futbol d'Espanya\|{{#if:\|]]                        | Beñat Gerenabarrena (cedit per l'Athletic Club) |

| N. | Pos. | Nac. | Jugador             |
| -- | ---- | --- | ------------------- |
| 16 | DAV  | [[Fitxer:Flag of the Democratic Republic of the Congo.svg\|23x15px\|border \|alt=República Democràtica del Congo\|link=Selecció de futbol de la República Democràtica del Congo\|{{#if:\|]] | Brian Cipenga       |
| 17 | DEF  | [[Fitxer:Flag of the Valencian Community (2x3).svg\|23x15px\|border \|alt=País Valencià\|link=Selecció de futbol del País Valencià\|{{#if:\|]]                                              | Salva Ruiz (capità) |
| 18 | DAV  | [[Fitxer:Flag of Spain.svg\|23x15px\|border \|alt=Espanya\|link=Selecció de futbol d'Espanya\|{{#if:\|]]                                                                                    | Pablo Santiago      |
| 19 | DAV  | [[Fitxer:Flag of Slovenia.svg\|23x15px\|border \|alt=Eslovènia\|link=Selecció de futbol d'Eslovènia\|{{#if:\|]]                                                                             | David Flakus Bosilj |
| 20 | DAV  | [[Fitxer:Flag of the United States.svg\|23x15px\|border \|alt=Estats Units d'Amèrica\|link=Selecció de futbol dels Estats Units\|{{#if:\|]]                                                 | Nick Markanich      |
| 21 | MIG  | [[Fitxer:Flag of Spain.svg\|23x15px\|border \|alt=Espanya\|link=Selecció de futbol d'Espanya\|{{#if:\|]]                                                                                    | Álex Calatrava      |
| 22 | DEF  | [[Fitxer:Flag of France (1794–1815, 1830–1974).svg\|23x15px\|border \|alt=França\|link=Selecció de futbol de França\|{{#if:\|]]                                                             | Jérémy Mellot       |
| 23 | DAV  | [[Fitxer:Flag of Nigeria.svg\|23x15px\|border \|alt=Nigèria\|link=Selecció de futbol de Nigèria\|{{#if:\|]]                                                                                 | Kenneth Mamah       |
| 24 | DAV  | [[Fitxer:Flag of the Valencian Community (2x3).svg\|23x15px\|border \|alt=País Valencià\|link=Selecció de futbol del País Valencià\|{{#if:\|]]                                              | Serpeta             |
| 25 | MIG  | [[Fitxer:Flag of Brazil.svg\|23x15px\|border \|alt=Brasil\|link=Selecció de futbol del Brasil\|{{#if:\|]]                                                                                   | Ronaldo Pompeu      |
| 26 | DEF  | [[Fitxer:Flag of Spain.svg\|23x15px\|border \|alt=Espanya\|link=Selecció de futbol d'Espanya\|{{#if:\|]]                                                                                    | Tincho Conde        |
| 35 | POR  | [[Fitxer:Flag of Spain.svg\|23x15px\|border \|alt=Espanya\|link=Selecció de futbol d'Espanya\|{{#if:\|]]                                                                                    | Sergi Torner        |
| 51 | MIG  | [[Fitxer:Flag of Spain.svg\|23x15px\|border \|alt=Espanya\|link=Selecció de futbol d'Espanya\|{{#if:\|]]                                                                                    | Gonzalo Pastor      |
| 55 | DEF  | [[Fitxer:Flag of Poland.svg\|23x15px\|border \|alt=Polònia\|link=Selecció de futbol de Polònia\|{{#if:\|]]                                                                                  | Michał Willmann     |
| —  | DAV  | [[Fitxer:Flag of Mali.svg\|23x15px\|border \|alt=Mali\|link=Selecció de futbol de Mali\|{{#if:\|]]                                                                                          | Mamadou Traoré      |

### Cedits a altres equips
| N. | Pos. | Nac. | Jugador                                                |
| -- | ---- | --- | ------------------------------------------------------ |
| —  | DEF  | [[Fitxer:Flag of Spain.svg\|23x15px\|border \|alt=Espanya\|link=Selecció de futbol d'Espanya\|{{#if:\|]]                                       | José Albert (al UE Eivissa fins al 30 de juny de 2026) |
| —  | DAV  | [[Fitxer:Flag of the Valencian Community (2x3).svg\|23x15px\|border \|alt=País Valencià\|link=Selecció de futbol del País Valencià\|{{#if:\|]] | Pere Marco (al Unionistas fins al 30 de juny de 2026)  |

### Jugadors històrics destacats
| - Alanga - El Salao - Pedro Archilés - Santolaria - Santacatalina - Pizà - Arnau - Basilio Nieto - Antonio Pérez - Higinio - Domènech - Manolo Badenes - Marcet | - Pepe Aznar - José Mangriñán - Quinocho - Cela - Félix Carnero - Babiloni - Planelles - Ferrer - Andrés Mendieta - Tonín - Clares - Vicente del Bosque - José Araquistáin | - Paco Causanilles - Cioffi - Pitxi Alonso - Enrique Saura - Dragomir Racić - Cabrera - Robert Fernàndez - Javi Valls - Lotina - Viña - Víctor Salvador - Javier Ibeas - Pedro Alcañiz | - Alfredo - Ximet - Manchado - Emili Isierte - García Hernández - Pepe Mel - Alejandro - Bonhoff - Nduka Ugbade - Walter Pelleti - Octavio - Igor Dobrovolski - Mladen Mladenović | - Ricardo Arias - Xavi Valero - Sánchez Broto - Fernando - Javi Sanchis - Mora - Salillas - Dealbert - Xavi Oliva - Rodri - Natalio - Carlos Sánchez |

### Entrenadors
- Agustí Sancho: 1922
- José Marcos Cheza: 1923
- José von Kauffer: 1924-25
- Alejandro Gutiérrez: 1925-26
- Jack Greenwell: 1926-27
- José Almela: 1927-28
- Teodoro Mauri: 1929
- Angel Balbas: 1929
- Carlos Platko: 1929-30
- Julián Ruete: 1931
- Andrés Balsa: 1931-33
- Paco Guillén: 1939-40 (JE) (24)
- Teodoro Mauri: 1940-41 (33)
- Emilio Vidal: 1941-44 (94)
- Juan Melenchón: 1944-45 (28)
- Emilio Vidal: 1945-46 (29)
- Teodoro Mauri: 1946 (12)
- Andrés Balsa: 1946-47 (21)
- Paco Guillén: 1947-48 (32)
- Francisco Gómez: 1948-49 (27)
- Antonio Santolaria: 1949 (JE) (0)
- José Redó: 1949-50 (18)
- Antonio Santolaria: 1950 (JE) (13)
- Leopoldo Costa Rino: 1950-51 (32)
- Emilio Vidal: 1951-52 (36)
- Valentin Reig Picolín: 1952-54 (52)
- Paco Guillén: 1954 (20)
- Josep Escolà 1954-55 (18)
- Pedro Paradells: 1955-56 (30)
- Valentin Reig Picolín: 1956 (3)
- José Brand: 1956-57 (27)
- Vicente Hernández: 1957 (11)
- Manuel Cruz: 1957-59 (58)
- Luis Serrano: 1959 (JE) (5)
- Vicente Hernández: 1959 (12)
- José Arnau: 1959-60 (37)
- Paco Guillén: 1960 (4)
- Camilo Liz: 1960-62 (58)
- Sergio Rodríguez: 1962 (7)
- Vicente Hernández: 1962 (3)
- Pedro Paradells: 1962 (1)
- Vicente Asensi: 1962 (11)
- Andrés Quetglás: 1962-63 (26)
- Pedro Sará: 1963-65 (53)
- Juan Ramón: 1965-67 (83)
- Luis Belló: 1967-68 (23)
- Vicente Dauder: 1968-70 (94)
- Lucien Müller: 1970-74 (155)
- Paco Gento: 1974 (11)
- Cela: 1974 (1)
- Aleksandar Obradović: 1974-76 (56)
- Camilo Liz: 1976 (2)
- Cela: 1976 (6)
- Camilo Liz: 1976 (6)
- Alfredo Di Stéfano: 1976-77 (42)
- Camilo Liz: 1977-78 (44)
- Paquito: 1978-80 (86)
- Benito Joanet: 1980-81 (64)
- Osman Bendezu: 1981-82 (22)
- Cela: 1982 (15)
- José Antonio Naya: 1982-83 (27)
- Luis Serrano: 1983 (6)
- Antoni Torres: 1983-85 (79)
- Antal Dunai: 1985-86 (56)
- Antonio Navarro Tonín: 1986 (1)
- Roberto Gil: 1986 (18)
- Benito Joanet: 1986-87 (48)
- Carlos Virba: 1987 (4)
- Antonio Navarro Tonín: 1987 (1)
- Paco Causanilles: 1987-88 (43)
- Luiche: 1988-91 (121)
- Pepe Heredia: 1991 (1)
- Lucien Müller: 1991 (18)
- Quique Hernàndez: 1991-92 (28)
- García Hernández: 1992 (6)
- Paco Causanilles: 1992 (15)
- Ciriaco Cano: 1992-94 (52)
- Luiche: 1994 (17)
- García Hernández: 1994-95 (31)
- Roberto Gil: 1995 (27)
- Antonio Navarro Tonín: 1995 (1)
- Paco Bonachera: 1995-96 (17)
- Pepe Heredia: 1996 (1)
- Pascual Pegueroles: 1996 (11)
- Luiche: 1996 (0)
- Paco Causanilles: 1996-97 (29)
- Osman Bendezu: 1997 (11)
- Floro Garrido: 1997 (0)
- Jordi Gonzalvo: 1997-98 (24)
- Santi Palau: 1998 (24)
- Antonio Manchado: 1998 (1)
- Gonzalo Hurtado: 1998-99 (27)
- Quique Hernàndez: 1999-00 (22)
- Carlos Simón: 2000 (28)
- Pepe Morata: 2000 (9)
- Ángel Crego: 2000-01 (25)
- Juan Carlos Álvarez: 2001 (15)
- Pepe Heredia: 2001 (1)
- Santi Palau: 2001-02 (25)
- Jorge Palomo: 2002 (5)
- José Luís Oltra: 2002-04 (89)
- Javi López: 2004-05 (36)
- Álvaro Cervera: 2005 (9)
- Juan José Martín-Delgado: 2005 (11)
- Pep Moré: 2005-07 (96)
- Pepe Murcia: 2007-08 (24)
- Abel Resino: 2008-09 (26)
- Paco Herrera: 2009 (20)
- David Amaral: 2009 (8)
- Tintín Márquez 2009-10[9] (24)
- Asier Garitano 2010 (11)
- Jordi Vinyals 2010 (12)
- Casuco 2010-11 (28)
- Javier Cabello 2011-12 (23)
- Pedro Fernández Cuesta 2012 (15)
- Ximo Badenes 2012 (4)
- Pedro Fernández Cuesta 2012-13 (40)
- Jorge Peris Del Campo 2013 (12)
- Ximet 2014 (1)
- José Soler Moya 2013-14 (12)
- Juan Carlos Ortíz 2014 (1)
- Ramon Moya 2014 (18)
- Joan Esteva 2014 (16)
- Ramon Moya 2014 (1)
- Ramon Calderé 2014-2015 (55)
- Kiko Ramírez 2015-2016
- Frank Castelló 2016-2016
- Manu Calleja 2017-2017
- Frank Castelló 2017-2017
- Sergi Escobar Cabus 2017-2018, 2021-2022
- Óscar Cano Moreno 2018-2021
- Juan Carlos Garrido 2021
- Rubén Torrecilla González 2022-2023
- Albert Rudé 2023
- Dick Schreuder 2023 - Actualitat

Entre parèntesis el nombre de partits oficials que van dirigir. JE = jugador-entrenador.

### Presidents
| - Tadeo Mallach Mustieles: 1922-24 - Juan Bautista Segarra Bernat: 1924-25 - José Forcada Príncipe: 1925-26 - Miguel Alonso Diana: 1926 - Cayetano Bigné Roig: 1926 - Manuel Carrasco: 1926 - Sebastián Pla Roca: 1926 - Saturnino Salas: 1927 - Miguel Peris Chillida: 1927-28 - Juan Bautista Palomo Martí: 1928-29 - Juan Bautista Traver Tomás: 1929-30 | - Juan Bautista Palomo Martí: 1930-31 - Antonio Morelló: 1931-32 - Cayetano Bigné Roig: 1932 - Francisco Domènech: 1933 - Juan Bautista Traver Tomás: 1939-43 - Joaquín Casanovas: 1943-44 - Juan Bautista Traver Tomás: 1944-47 - Angel Alloza: 1947-49 - José Miralles: 1949-51 - Joaquín Casanovas: 1951-54 - José Muñoz: 1954-55 | - Vicente Mora: 1955-56 - Manuel Navarro Lloria: 1956-58 - José Miralles: 1958-60 - José María Segarra Breva: 1960-62 - Fernando Beltrán Fabra: 1962-67 - Emilio Fabregat Fabregat: 1967-77 - Antonio Sales Safont: 1977-82 - Angel Rodríguez Barceló: 1982-83 - Joaquín Roca Alegre: 1983-85 - Domingo Tàrrega Bernal: 1985-95 - Francisco Palau Monfort: 1995-96 | - Valentín Sanmateo: 1996 - José Luis Peteiro: 1996 - Jesús Lausín: 1996-97 - Isidoro Gasque: 1997-98 - Antonio Bonet Arzo: 1998-04 - Juan Carlos Fabregat: 2004-05 - José Laparra: 2005-2012 - David Cruz Jofre: 2012-2017 - Vicente Montesinos: 2017- |

## Classificació a la Lliga de futbol per temporades
| - 1928-29 Segona Divisió B 3r - 1929-30 Tercera Divisió 1r - 1930-31 Segona Divisió 5è - 1931-32 Segona Divisió 7è - 1932-33 Segona Divisió 10è - 1933-34 Tercera Divisió - 1934-35 Segona Divisió 8è - 1935-36 Tercera Divisió - 1936-39 * Sense competició * - 1939-40 Segona Divisió 4t - 1940-41 Segona Divisió 1r - 1941-42 Primera Divisió 8è - 1942-43 Primera Divisió 4t - 1943-44 Primera Divisió 5è - 1944-45 Primera Divisió 8è - 1945-46 Primera Divisió 8è - 1946-47 Primera Divisió 14è - 1947-48 Segona Divisió 12è - 1948-49 Segona Divisió 8è - 1949-50 Segona Divisió 16è - 1950-51 Tercera Divisió 3r - 1951-52 Tercera Divisió 6è - 1952-53 Tercera Divisió 1r - 1953-54 Segona Divisió 5è | - 1954-55 Segona Divisió 12è - 1955-56 Segona Divisió 16è - 1956-57 Segona Divisió 20è - 1957-58 Tercera Divisió 2n - 1958-59 Tercera Divisió 12è - 1959-60 Tercera Divisió 2n - 1960-61 Segona Divisió 13è - 1961-62 Tercera Divisió 3r - 1962-63 Tercera Divisió 10è - 1963-64 Tercera Divisió 1r - 1964-65 Tercera Divisió 1r - 1965-66 Tercera Divisió 1r - 1966-67 Segona Divisió 3r - 1967-68 Segona Divisió 10è - 1968-69 Tercera Divisió 1r - 1969-70 Segona Divisió 11è - 1970-71 Segona Divisió 6è - 1971-72 Segona Divisió 2n - 1972-73 Primera Divisió 5è - 1973-74 Primera Divisió 16è - 1974-75 Segona Divisió 6è - 1975-76 Segona Divisió 12è - 1976-77 Segona Divisió 14è - 1977-78 Segona Divisió 14è | - 1978-79 Segona Divisió 11è - 1979-80 Segona Divisió 5è - 1980-81 Segona Divisió 1r - 1981-82 Primera Divisió 18è - 1982-83 Segona Divisió 4t - 1983-84 Segona Divisió 10è - 1984-85 Segona Divisió 12è - 1985-86 Segona Divisió 5è - 1986-87 Segona Divisió 8è - 1987-88 Segona Divisió 11è - 1988-89 Segona Divisió 1r - 1989-90 Primera Divisió 14è - 1990-91 Primera Divisió 19è - 1991-92 Segona Divisió 15è - 1992-93 Segona Divisió 10è - 1993-94 Segona Divisió 17è - 1994-95 Segona Divisió B 4t - 1995-96 Segona Divisió B 6è - 1996-97 Segona Divisió B 9è - 1997-98 Segona Divisió B 5è - 1998-99 Segona Divisió B 9è - 1999-00 Segona Divisió B 7è - 2000-01 Segona Divisió B 10è - 2001-02 Segona Divisió B 13è | - 2002-03 Segona Divisió B 1r - 2003-04 Segona Divisió B 4t - 2004-05 Segona Divisió B 4t - 2005-06 Segona Divisió 12è - 2006-07 Segona Divisió 14è - 2007-08 Segona Divisió 5è - 2008-09 Segona Divisió 7è - 2009-10 Segona Divisió 22è - 2010-11 Segona Divisió B 10è - 2011-12 Tercera Divisió 9è - 2012-13 Tercera Divisió 4t - 2013-14 Tercera Divisió 15è - 2014-15 Tercera Divisió 1r - 2015-16 Tercera Divisió 3r - 2016-17 Tercera Divisió 4t - 2017-18 Tercera Divisió 2n - 2018-19 Segona Divisió B 15è - 2019-20 Segona Divisió B 1r - 2020-21 Segona Divisió 21è - 2021-22 Primera RFEF 13è - 2022-23 Primera RFEF 3r - 2023-24 Primera RFEF 1r - 2024-25 Segona Divisió |

Entre 1933 i 1936 va competir amb el nom de Sport Club La Plana.